# Rutilodexia prisca
Rutilodexia prisca là một loài ruồi trong họ Tachinidae.